# Heterochroma porphyra
Heterochroma porphyra är en fjärilsart som beskrevs av Druce 1887. Heterochroma porphyra ingår i släktet Heterochroma och familjen nattflyn. Inga underarter finns listade i Catalogue of Life.